# Verena Stuffer
Verena Stuffer (Bolzano, 23 giugno 1984) è un'ex sciatrice alpina italiana specialista delle prove veloci.

## Biografia

### Stagioni 2000-2012
Originaria di Santa Cristina Valgardena, ha debuttato in gare valide ai fini FIS disputando uno slalom speciale il 1º dicembre 1999 a San Vigilio di Marebbe giungendo 36ª, mentre il 31 gennaio 2001 ha partecipato per la prima volta a una gara valida per la Coppa Europa, la discesa libera di Pra Loup, chiudendo 73ª.
Il 17 gennaio 2003 ha esordito in Coppa del Mondo a Cortina d'Ampezzo in supergigante classificandosi 49ª. Il 13 dicembre 2005 ha conquistato la sua prima vittoria in Coppa Europa, nonché primo podio, nello slalom gigante tenutosi ad Alleghe. Convocata per la prima volta ai Mondiali in occasione della rassegna iridata di Val-d'Isère 2009, ha concluso 23ª la discesa libera; due anni dopo, a Garmisch-Partenkirchen 2011, è stata 27ª nella medesima specialità. Poco prima, il 24 gennaio 2011, aveva colto a Pila in supergigante la sua seconda e ultima vittoria, nonché ultimo podio, in Coppa Europa.

### Stagioni 2013-2018
Nel 2013 ha vinto il titolo italiano di supergigante, mentre nel 2014 ha ottenuto il suo miglior piazzamento in Coppa del Mondo (4ª nel supergigante di Cortina d'Ampezzo del 26 gennaio), ha preso parte ai XXII Giochi olimpici invernali di Soči 2014, sua unica presenza olimpica, classificandosi 14ª nella discesa libera e 11ª nel supergigante, e ha vinto il titolo nazionale di discesa libera.

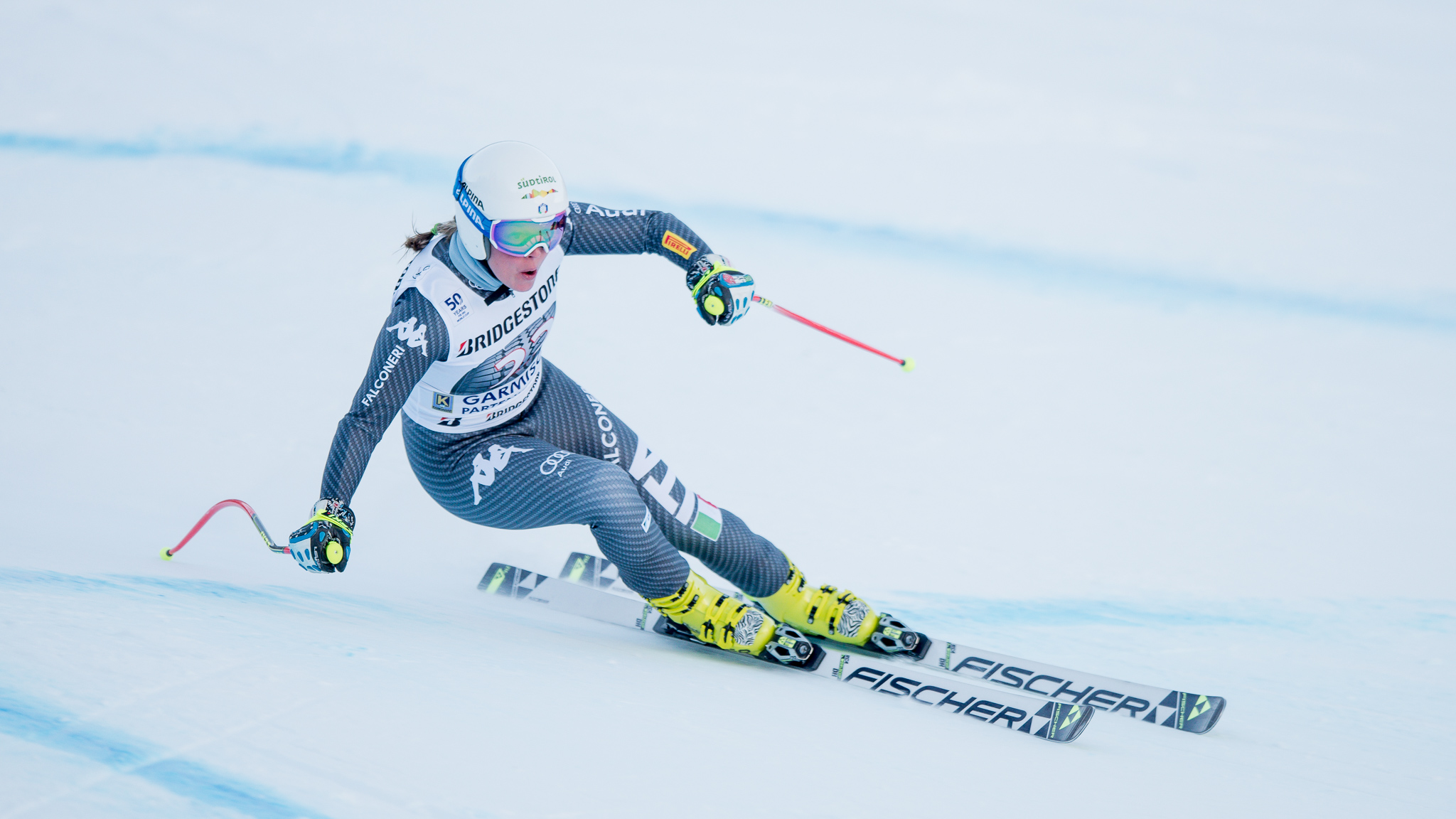
Verena Stuffer in gara a Garmisch-Partenkirchen nel 2017

Ai Mondiali di Sankt Moritz 2017, suo congedo iridato, si è classificata 19ª nella discesa libera; nella stessa stagione ha conquistato il suo terzo titolo italiano, nella discesa libera. Si è ritirata al termine della stagione 2017-2018; la sua ultima gara in Coppa del Mondo (nella quale ha ottenuto complessivamente 10 piazzamenti fra le prime dieci, sette in discesa e tre in supergigante) è stata il supergigante di Crans-Montana del 3 marzo, dove è stata 51ª, e la sua ultima gara in carriera è stata la discesa libera dei Campionati italiani 2018, il 22 marzo a Santa Caterina Valfurva, chiusa dalla Stuffer al 5º posto.

## Palmarès

### Coppa del Mondo
- Miglior piazzamento in classifica generale: 35ª nel 2014

### Coppa Europa
- Miglior piazzamento in classifica generale: 15ª nel 2006
- 3 podi
  - 2 vittorie
  - 1 secondo posto

#### Coppa Europa - vittorie
| Data             | Località | Paese  | Specialità |
| ---------------- | -------- | ------ | ---------- |
| 13 dicembre 2005 | Alleghe  | Italia | GS         |
| 24 gennaio 2011  | Pila     | Italia | SG         |

Legenda:

SG = supergigante

GS = slalom gigante

### Campionati italiani
- 7 medaglie[1]:
  - 3 ori (supergigante nel 2013; discesa libera nel 2014; discesa libera nel 2017)
  - 1 argento (discesa libera nel 2012)
  - 3 bronzi (discesa libera nel 2005; discesa libera nel 2006; discesa libera nel 2015)